# Шаванте (язык)
Шаванте (Akuên, Akwen, A’uwe Uptabi, A’we, Chavante, Crisca, Pusciti, Shavante, Tapacua, Xavánte) — язык же, на котором говорит народ шаванте в 80 деревнях в 6 несмежных заповедниках штата Мату-Гросу в Бразилии.

## Фонология

### Гласные
|                | Передний ряд | Средний ряд | Задний ряд |
| -------------- | ------------ | ----------- | ---------- |
| Верхний подъём | i, ĩ         | ɨ           | u          |
| Средний подъём | e            | ə           | o          |
| Нижний подъём  | ɛ, ɛ̃         | a, ã        | ɔ, ɔ̃       |

### Согласные
|         |          | Губ.  | Переднеяз. | Переднеяз.     | Глот. |
| апикал. | ламинал. | Губ.  |            |                | Глот. |
| ------- | -------- | ----- | ---------- | -------------- | ----- |
| Шум.    | Звон.    | pʰ    | tʰ         | s ~ tʃʰ        | ʔ     |
| Шум.    | Звон.    | b ~ m | d ~ n      | z ~ dʒ ~ ɲ ~ j |       |
| Сонор.  | Сонор.   | w     | ɾ          |                | h     |